# Charkhi Dadri
Charkhi Dadri (em hindi: चरखी दादरी) é uma cidade da Índia no distrito homônimo, estado de Haryana,  localizado a cerca de 90 km de Delhi.
É conhecida mundialmente pela colisão aérea em novembro de 1996, quando o voo 763 da Saudi Arabian Airlines colidiu em pleno ar com o voo 1907 da Kazakhstan Airlines matando 349 pessoas.

## Demografia
Segundo o censo de 2011, Charkhi Dadri possuía uma população de 56.337 habitantes, dos quais 29.953 são homens, enquanto 26.384 são mulheres. A taxa de alfabetização da cidade de Charkhi Dadri é 83,67% superior à média do estado de 75,55%. Em Charkhi Dadri, a alfabetização masculina é de cerca de 90,33%, enquanto a taxa de alfabetização feminina é de 76,20%.